# Euphlyctina phaeopasta
Euphlyctina phaeopasta är en fjärilsart som beskrevs av George Francis Hampson 1906. Euphlyctina phaeopasta ingår i släktet Euphlyctina och familjen snigelspinnare. Inga underarter finns listade i Catalogue of Life.